# Friedrich Skrein
Friedrich Skrein (18. Mai 1918 in Olmütz – 2. Februar 1981 in Wien) war ein österreichischer Rechtsanwalt. Er war Überlebender des Holocaust.
Friedrich Skrein wuchs in Wien auf. Seine Eltern waren der Rechtsanwalt Rudolf Skrein und Nathalie geb. Sponer. Er hatte eine Schwester, Maria-Luise. Er flüchtete nach dem Anschluss Österreichs an das nationalsozialistische Deutsche Reich nach Jugoslawien. Er versuchte später in Frankreich der Fremdenlegion beizutreten. Im Frühjahr 1941 wurde er in Südfrankreich von der SS verhaftet und wurde danach in verschiedenen Gefängnissen und Lagern interniert. Anfang 1942 kam er frei, wurde aber im Herbst desselben Jahres neuerlich verhaftet. Ende 1942 folgte die Deportation nach Auschwitz, wo er die Häftlingsnummer 85.888 erhielt. Zuerst wurde er in verschiedenen Arbeitskommandos eingesetzt, dann als Schreiber in Nebenlagern. Ab Herbst 1943 war er Hauptschreiber in der Häftlingsbekleidungskammer im Stammlager Auschwitz I. Im Januar 1945 wurde er auf einen Todesmarsch zum Konzentrationslager Mauthausen geschickt. Er wurde noch in den letzten Tagen der NS-Herrschaft zur Zwangsarbeit in das Nebenlager Ebensee geschickt. Dort wurde er im Mai 1945 von der amerikanischen Armee befreit.
Er trat im Juli 1964 als Zeuge beim Auschwitzprozess auf und schilderte die Grausamkeiten der an der Erhängung von Widerstandskämpfern beteiligten SS-Rapportführer Oswald Kaduk und Heinz Erich Hertwig:

„Ich erinnere mich noch an etwas, an die Exekution am 30. Dezember 1944. Wie unsere zwei Wiener Freunde, ein Pole und noch zwei andere Häftlinge aufgehängt wurden. Wie diese Häftlinge, schon unter dem Galgen stehend, von Hertwig und Kaduk verprügelt wurden. Mit der Schlinge um den Hals.“

Er war als Rechtsanwalt in Wien tätig. Partner seiner Kanzlei war sein Schwager Friedrich Grohs.